# Natural (MINMIのアルバム)
『Natural』（ナチュラル）は、MINMIの3枚目のアルバム。2006年3月29日発売。発売元はビクターエンタテインメント。

## 解説
- CD EXTRA仕様となっており、「サマータイム!!」「FRIENDS」「西麻布伝説」のPVが収録されている。

## 収録曲
1. intro
2. 西麻布伝説
7thシングル。
3. サマータイム!!
6thシングル。
4. FRIENDS
スマトラ沖地震や新潟県中越地震での被災者に対して書かれた曲。
5. Are yu ready
5thシングル。
6. YO WELL feat. 湘南乃風
7. 真珠の涙　feat.KENTY-GROSS
8. 紫陽花
実際に紫陽花が綺麗に咲いている時期に書かれた曲。
9. superstitious
デビューアルバム『Miracle』の頃からあった楽曲。「自分が恋愛しているときの、いろんなジンクスをかけてしまう気持ちをそのまま歌詞にした」と本人は述べている。
10. ココフレ 〜Coconuts Flavor '97〜
シングル「サマータイム」のカップリング。デビュー前に大阪のクラブで歌っていた楽曲であり、1997年に製作された曲である。
11. interlude
12. アイラ
アイラとはアイランドの略である。
13. Natural
14. Are yu ready夕陽丘MIX[Bonus Track]
15. FRIENDS Natural Remix[Bonus Track]